# 少女カフェ
『少女カフェ』（しょうじょカフェ）は、板倉梓による日本の4コマ漫画作品。

## 概要
「カフェサンフランシスコ」は、父と5歳の双子の女の子の3人でやっているカフェ。
そのカフェを舞台にしっかりした子供たちの姿や家族愛をコミカルに描くハートフルなコメディ作品。
『まんがタイムラブリー』（芳文社）の2010年1月号から掲載され、ラブリーのリニューアルに伴い『まんがタイムスペシャル』（芳文社）に移籍し、2013年1月号まで連載がされた。
なお、単行本は1巻のみしか発売されず作品の続きを読めるのは掲載雑誌のみとなっていたが、2015年8月に作者による自費出版という形で、作品を全話収録した「少女カフェ complete version」が定価1,000円で発売された。

## 登場人物
時任一郎
「カフェサンフランシスコ」の店長であり、つくしとみおの父。
ヘタレとして描かれることが多いが、奥さんを亡くした後、男手ひとつで二人を育てている。
また、作中で逆ナンされたりハンサムやイケメンと言われたりともてることがあるが、本人に再婚などの意思は無く、あくまでも二人の娘が何よりも大事。
やや子供じみたところもあり、むしろ娘のつくしの方がお店の事を考えているような描写も多い。
当然料理が出来るのは彼のみであり、キッチン作業は全て彼がこなしている。
時任つくし
5歳の女の子でみおとは双子で、つくしが姉。
母が無くなった後、自らカフェを手伝うことを申し出、ウェイトレスをしている。
5歳とは思えないほどしっかりしており、時には父よりもカフェの経営を考えているような発言や大人びた発言をする。
仕事振りもテキパキしており、看板娘。
時任みお
5歳の女の子でつくしとは双子。
つくし同様、自主的にカフェで働いている。
つくしとは対照的に子供らしい描写が多く、そのため無自覚で地雷を踏む事やとんでも発言が多い。
猫のような口元と、あぜんとした時の目元が特徴的。
当初は「マヌケキャラ」と言われたが、「ドジっ娘」になった。
仕事でもつくしとは対照的でありのんびりしている。そのため、二人でバランスが取れている、もう一人の看板娘。
マチコ
一郎の妻でつくしとみおの母。故人。篠田葉月の親友。
第1話は彼女が亡くなった翌月にカフェが再開したところから始まる。生前はカフェでウェイトレスをしていた。
非常に豪快な性格で、食べることが大好きで、不器用だった。
キッパリ物言うところはつくしに受け継がれている。
一郎とは大学時代に隣のゼミだった。
篠田葉月
マチコの友人にしてカフェの常連のキャリアウーマン。広告のコピーライターをしている。
なかなか特定の異性がおらず、「結婚出来ない」「いつも一人」という扱いが多い。部屋の片付けも苦手。また、カナヅチで泳げない。
また、生前のマチコと親交が深かったことから、それらのエピソードも多い。
かなりの酒好きで、記憶が無くなることやお酒の席での失態が多く、マチコによく叱られていた。
仕事はフリーランスということもあり、かなりハードでドリンク剤を常に持ち歩いている。
元・同僚である江藤から一緒に仕事をしようと誘われるが、会社勤めが合わないという事で断っている。
時折、一郎にどきりとする描写があるが、後々、江藤と付き合いだした後に一郎を好きだった事に気付いた。
宮嶋
カフェの常連で猫好きの浪人生。
カフェには勉強をするために来ているのだが、何かと周囲の会話に参加したりハワイに遊びに行ったりと集中は出来ていない様子。
眼鏡をかけている上に無表情であり、考えが読めないところがある。そのため、冗談が冗談に聞こえないことも。
眼鏡を取るとイケメンであり、みのりに惹かれられている。
みのり
一郎に一目惚れした高校一年生。
一郎にバレンタインにチョコを渡したり、ケーキを焼いたり、デートを申し込んだり、猛烈にアタックする。
江藤純
葉月と同じ元・広告代理店の同僚。営業担当。
ただし葉月の方は独立、江藤の方も中規模の広告代理店に転職し別れ別れになっていたが、数年ぶりに出会う。
かなりのドジで、忘れ物をしたり、コケることも多く方向音痴でもある。
葉月を仕事のパートナーとして誘っているうちに、葉月を好きな事に気付く。告白後、葉月も想いを受け入れた。

## 単行本
- 板倉梓『少女カフェ』 芳文社〈まんがタイムコミックス〉、全1巻
  1. 2011年4月22日初刷発行（2011年4月7日発売）　ISBN 978-4-8322-6956-9